# Hirtaeschopalaea celebensis
Hirtaeschopalaea celebensis là một loài bọ cánh cứng trong họ Cerambycidae.